# 布魯姆縣 (紐約州)
布魯姆縣（英語：Broome County）是美国纽约州的一個縣，位於該州南部，面積1,853平方公里，2020年人口為19萬8,683人。首府賓漢頓。

## 歷史
成立於1806年，以當時的紐約州副州長約翰·布魯姆命名。

## 外部連結
- Official County Government Site of Broome County, New York （页面存档备份，存于）